# Альфа Лаваль
Альфа Лаваль (Alfa Laval Group) — шведская компания.
В 1883 году Густав де Лаваль и Оскар Ламм-младший основали предприятие AB Separator, ставшее предшественником нынешней компании.
Компания производит и разрабатывает оборудование и технологии, предназначенные для повышения эффективности производственных процессов. Они обеспечивают нагревание, искусственное охлаждение, разделение, центрифугирование, сепарирование и транспортировку продуктов на предприятиях, занимающихся производством продовольственных товаров, напитков, химических веществ и нефтепродуктов, лекарств, крахмала, сахара, этилового спирта и др. Теплообменники «Альфа Лаваль» применяются в системах тепло- и холодоснабжения, вентиляции, кондиционировании, технологических процессах промышленных предприятий.
Компания продает свою продукцию приблизительно в 100 странах мира, в 50 из них работают коммерческие компании. Компания имеет 20 крупных производственных предприятий (12 в Европе, 6 в Азии и 2 в США), а также 70 сервисных центров. В компании в разных странах мира работает около 11 500 человек. Большая часть из них работает в Швеции (1899 человек), Дании (1126), Индии (1045), США (826) и Франции (583).

## «Альфа Лаваль» в России

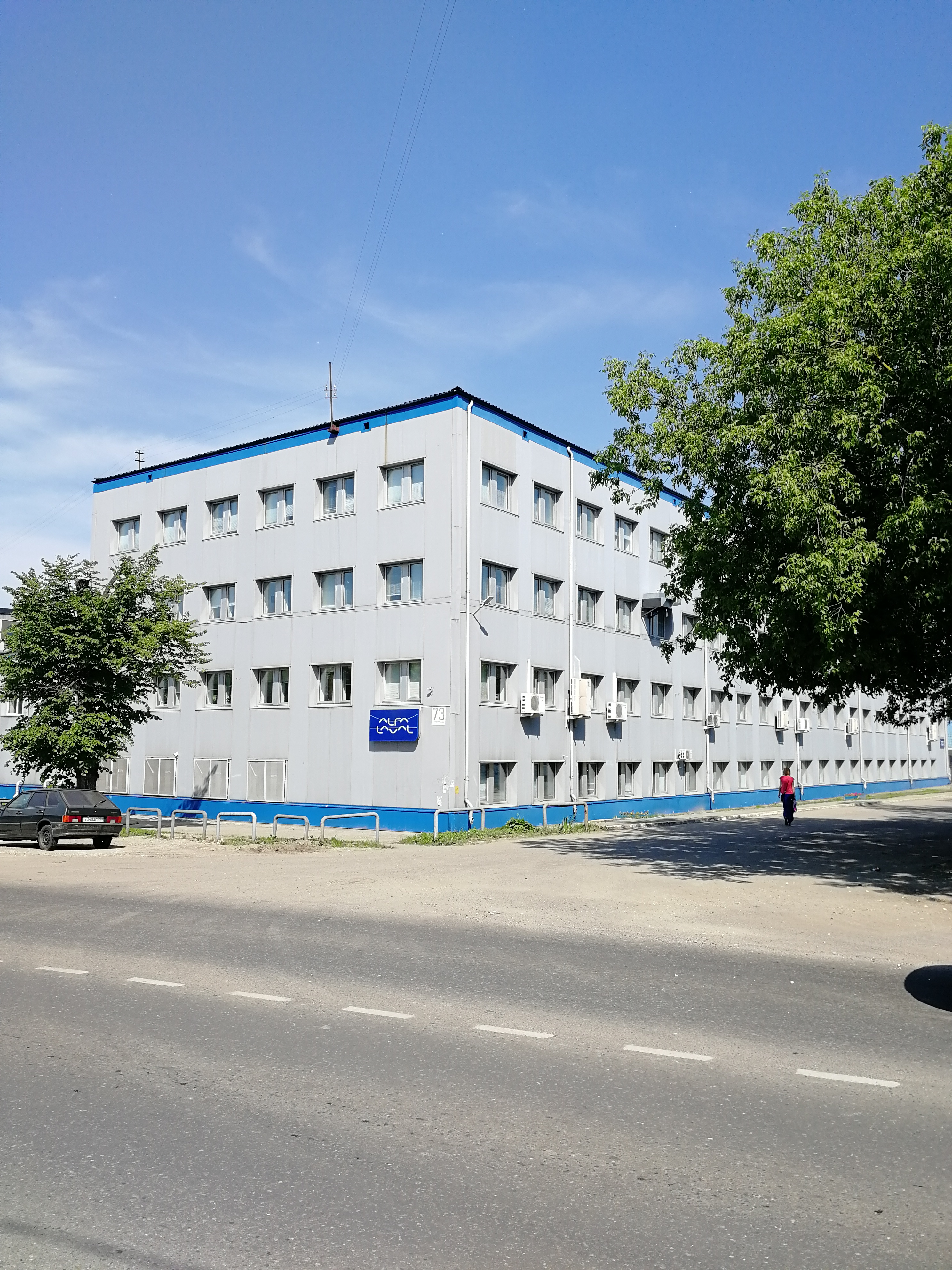
«Альфа Лаваль» в Королёве

Альфа Лаваль имеет свое представительство в Москве ещё с 70-х годов XX века, также Альфа Лаваль — одна из первых иностранных компаний, начавших собственное производство в России. Оно было основано в 1992 году на базе Болшевского машиностроительного завода (г. Королёв, Московская обл.), который специализировался на выпуске пастеризационно-охладительных установок. В 1992 году на Омском НПЗ была запущена установка по переработке нефтешлама, полностью построенная компанией.
Общий объем капиталовложений в реконструкцию завода составил более 20 млн долл. В 1996 году коммерческое подразделение и завод объединились под одним названием — Альфа Лаваль Поток.